# Vamlingbomästaren

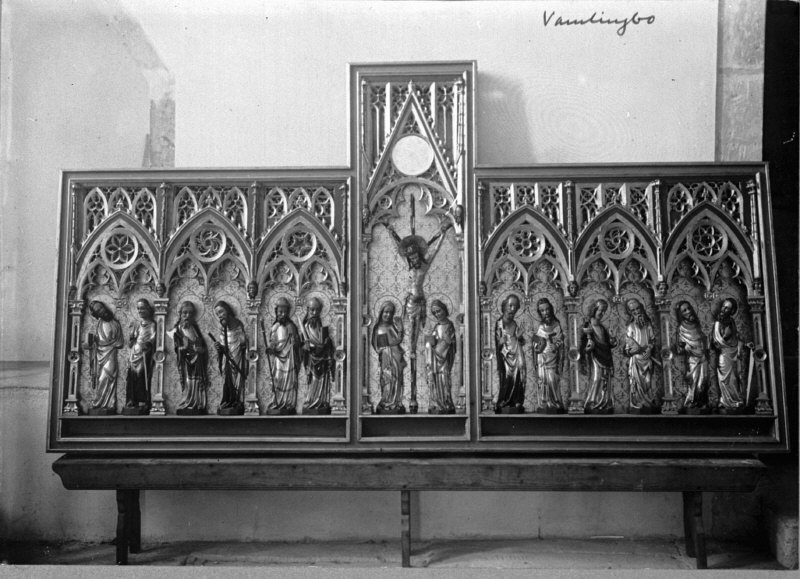
Altarskåpet i Vamlingbo kyrka.

Vamlingbomästaren är ett anonymnamn för en skulptör. verksam på Gotland omkring 1330–1350.
Vamlingbomästaren har fått sitt namn efter ett altarskåp i Vamlingbo kyrka. Skåpet är ett betydande konstverk som blev hårt restaurerade med granna övermålningar 1901. Övermålningen skedde med bevarande av de gamla bildernas motiv och formspråk med undantag av tre som överfördes i original till Statens historiska museum sedan huvudena till två av dem avlägsnats och applicerats på nyskurna kroppar. Trots nya sniderier på altarskåpet har den ursprungliga polykromin bevarats. Skåpets mittparti upptas av en Golgatagrupp där Kristus hänger på ett gaffelkors. Apostlarna på båda sidorna utvecklar i olika ställningar gester och våldsamma huvudvridningar, draperingen är rik och omväxlande med ett släpande dräktfall. Ansiktena är långdragna med markerade kindknotor. Man har härlett konststilen från de berömda apostlastatyerna i Köln som utfördes av Meister de Kölner Domchorapostel omkring 1320–1330. Altarskåpet har stora släktdrag med altarskåpet i Marienstadt.
Bland hans övriga arbeten härrör figurerna i Hörsne kyrkas altaruppsats som 1701 insattes i en inramning av barockkaraktär och målades om i barockstil. I Statens historiska museum finns arkitekturfragment från Hörsne kyrkas ursprungliga altarskåp som i stil och form helt överensstämmer med altarskåpet i Vamlingbo kyrka. Vamlingbomästaren satte även spår som en föregångsman till Alamästarens skola och som en inspirationskälla till Gammeigarns altarskåps grupp och altarskåpet i Anga från omkring 1400.